# Європейська вулиця (Одеса)
Європейська вулиця — одна із вулиць Одеси, розташована в історичному центрі. Бере початок від Європейської площі і закінчується Новощепним рядом.
Вперше вулиця згадується під назвою Генуезька у офіційному проханні неаполітанського підданого Антоніо Кастеллано від 12 вересня 1804 року. У резолюції до прохання вказано: «По повелению Его Превосходительства дать место на Генуэзской улице в XXXVII кв. № 440». Свою сучасну назву вулиця дістала 1820 року, від Європейської площі (від якої вона розпочинається). На Європейській площі було закладено церкву Святої Великомучениці Катерини для військовослужбовців поруч військової гавані. Саме ім'я цієї святої й дало назву площі і вулиці. Однак церква так і не була зведена, натомість на її місці на початку ХХ століття встановлено пам'ятник Катерині II.
Із приходом більшовиків, назву вулиці було змінено і з 30 квітня 1920 року вона стала називатись вулицею Карла Маркса. У період з 19 листопада 1941 по 14 квітня 1944, із приходом гітлерівців, вулиця була перейменована в ім'я Адольфа Гітлера. Із поверненням комуністів була повернена і назва «Карла Маркса». Після здобуття Україною незалежності, 20 вересня 1991 року, вулиці було повернуто назву Катерининська. Сучасну назву вулиця набула 24 квітня 2024 в рамках процесу деколонізації.

## Храми
На вулиці було зведено три Християнських храми різних конфесій.
Одним із найвідоміших є римо-католицький Собор Успіння Пресвятої Діви Марії, який був зведений у 1849—1853 роки. Раніше, у 1795 році був споруджений малий дерев'яний дім молитви для католиків. Але у 1805 році Арман де Рішельє виділив цілий квартал на вулиці Катерининській для розбудови храму Успіння Пресвятої Богородиці. У цьому соборі похований генерал від інфантерії, граф Луї де Ланжерон.
Іншим відомим храмом є так звана Грецька церква (тепер — Троїцький собор Московського патріархату). Храм закладений у 1804 році греками. Тут був похований страчений у Константинополі турками 10 квітня 1821 року (Великдень) патріарх Григорій V. пізніше рештки патріарха були повернені до Греції і перепоховані в Афінах у 1870 році. У травні 1907 року в стіні храму був похований почесний громадянин Одеси Григорій Маразлі.
На перетині із вулицею Базарною знаходився вірменський квартал із Вірменською церквою із училищем для дітей. Храм був зведений у 1844 році на кошти одеських вірмен і дістав ім'я Сурб Грігор Лусаворіч (Григорій Просвітитель). Церква була пошкоджена під час Друга Світова війна Другої Світової війни. Із приходом комуністів церква була довший час занедбаною а в 1952 році — знищена, а на її місці зведений житловий будинок.

## Галерея

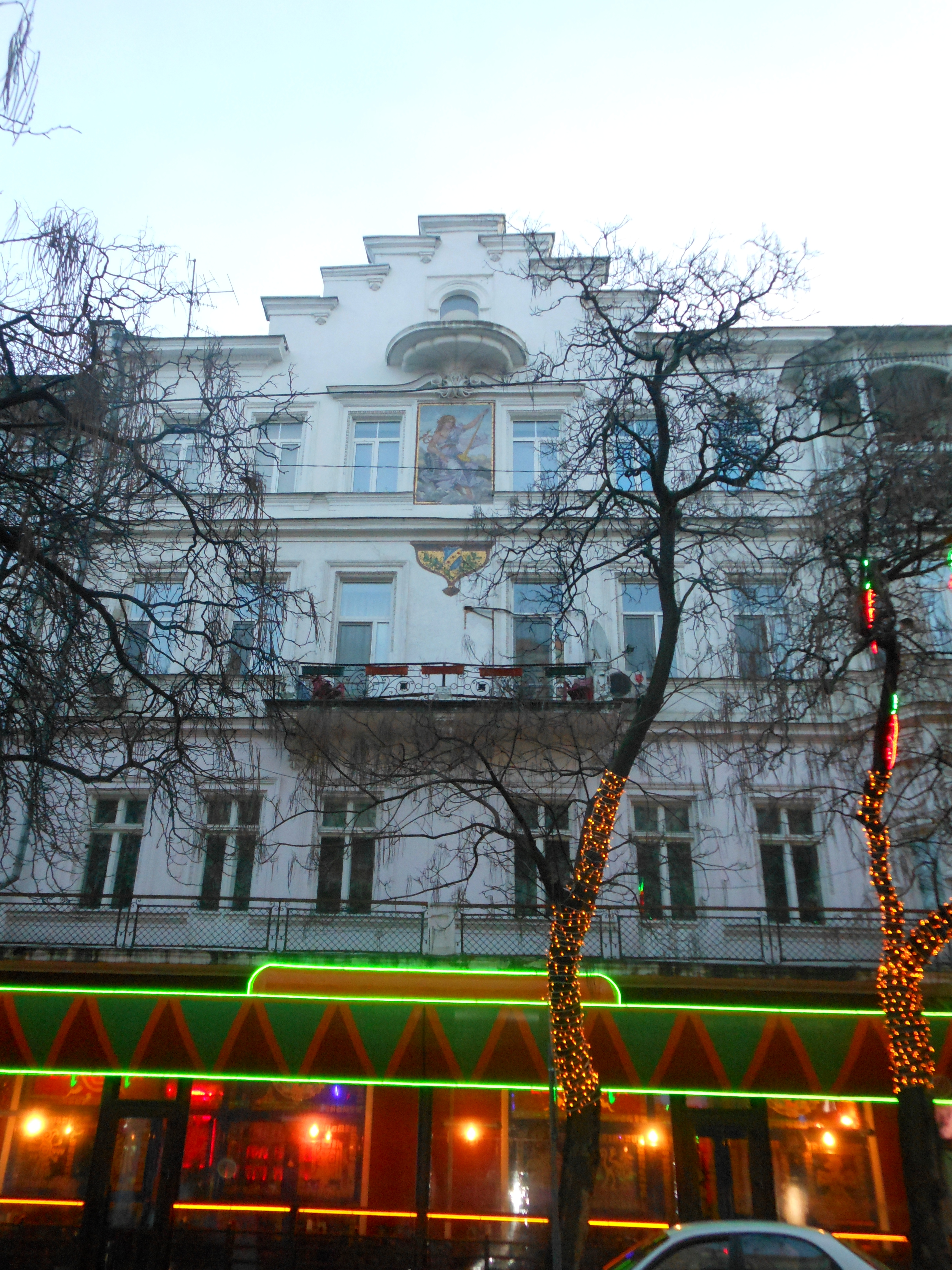
Будинок Брандта і Шульца, вул. Європейська, 1
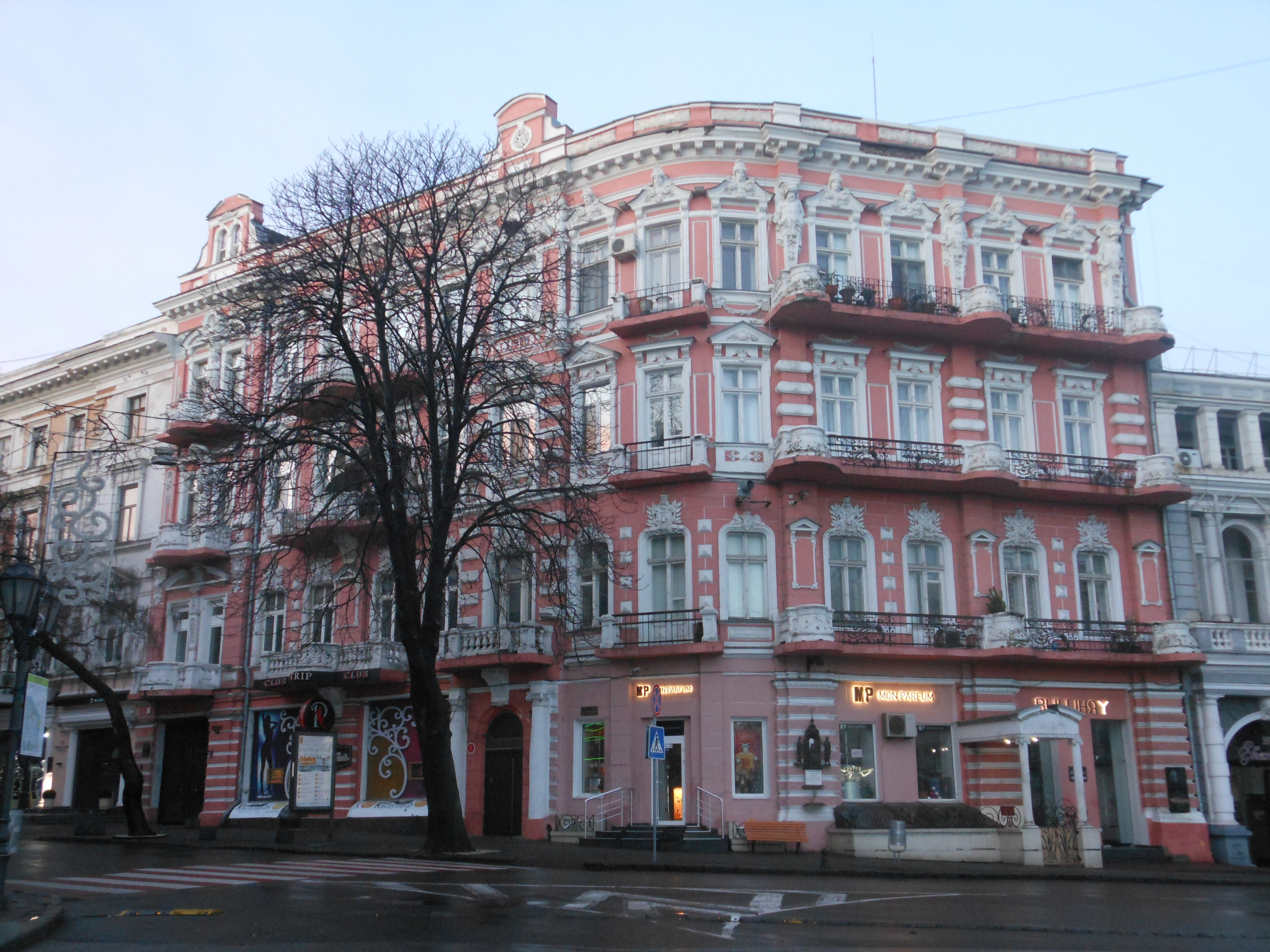
Будинок прибутковий Гагаріна, Європейська, 2
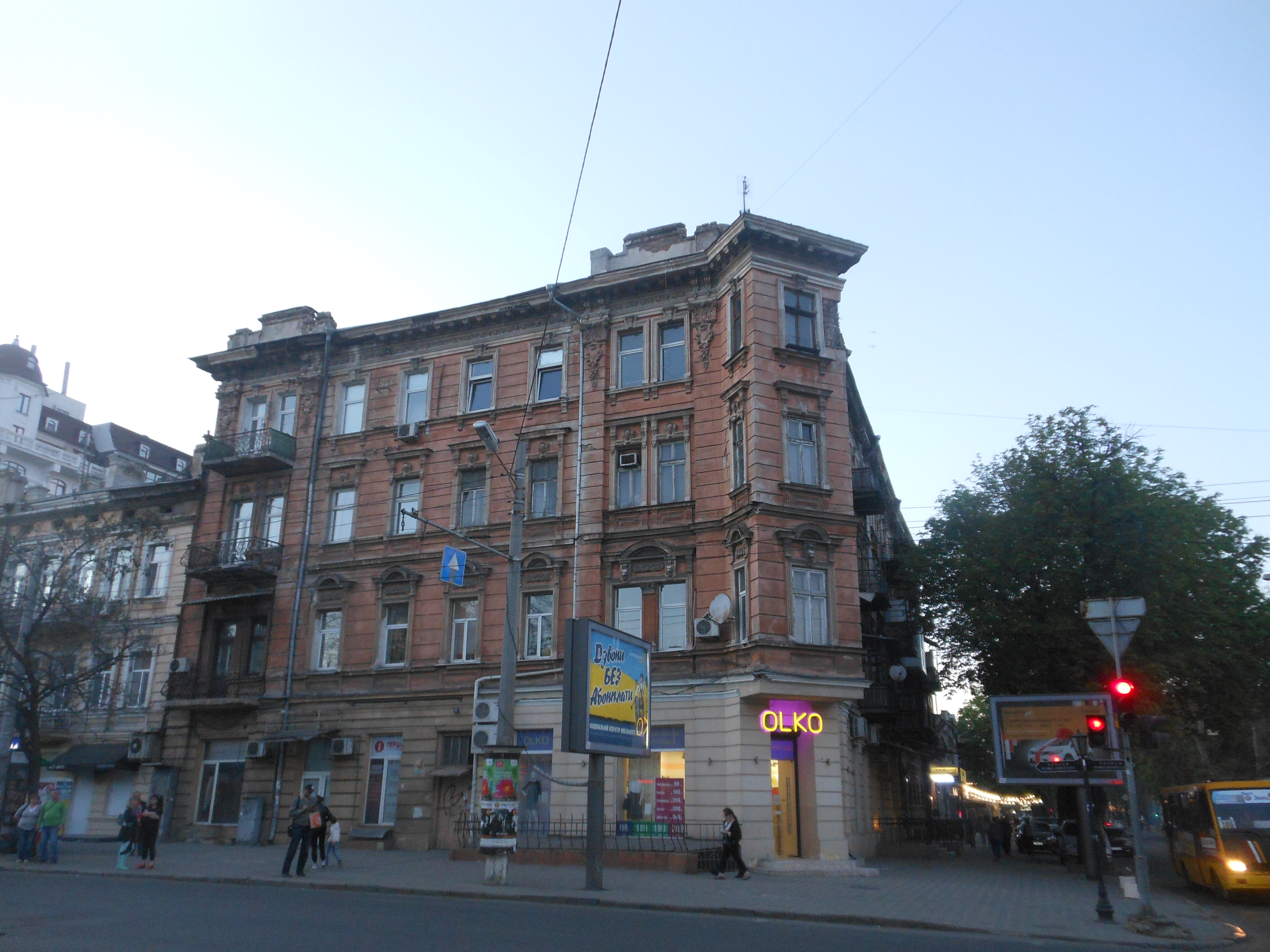
Будинок прибутковий Серебрєннікова, вул. Європейська, 70
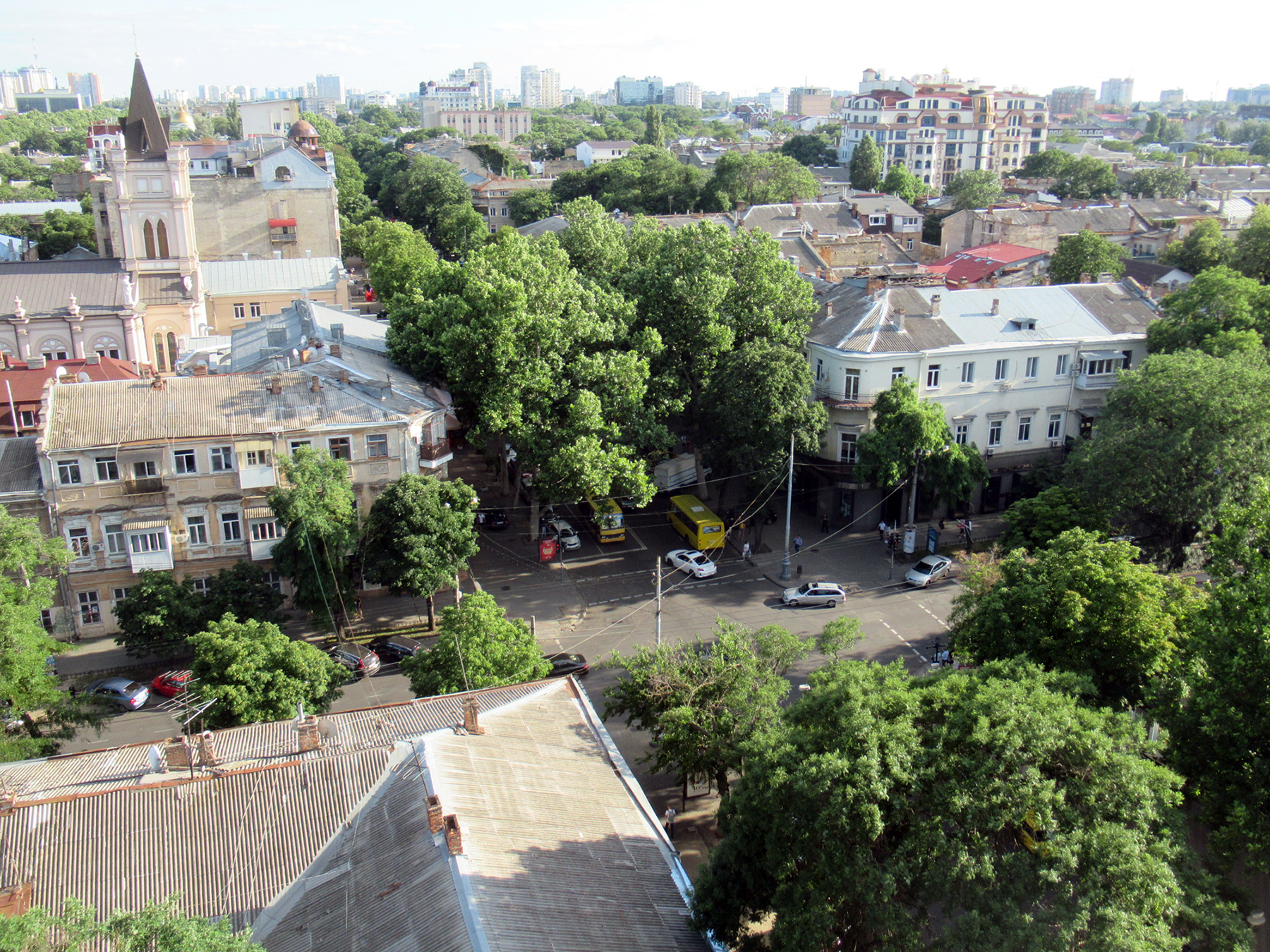
ріг вулиць Європейської (прямо) та Ніни Строкатої (зліва направо)